# Erika Furlani
Erika Furlani (* 2. Januar 1996 in Marino) ist eine italienische Leichtathletin, die sich auf den Hochsprung spezialisiert hat.

## Sportliche Laufbahn
Erste Erfahrungen bei einer internationalen Meisterschaft sammelte Erika Furlani bei den Jugendweltmeisterschaften 2013 in Donezk und gewann dort mit 1,82 m die Silbermedaille. 2014 qualifizierte sie sich für die Juniorenweltmeisterschaften in Eugene und wurde dort mit übersprungenen 1,85 m Siebte. Bei der Team-Europameisterschaft in Braunschweig erreichte sie den neunten Platz. 2015 nahm sie an den Junioreneuropameisterschaften im schwedischen Eskilstuna teil und belegte dort den für sie enttäuschenden neunten Platz mit 1,75 m. 2016 qualifizierte sie sich für die Europameisterschaften in Amsterdam und schied dort mit 1,85 m bereits in der Qualifikationsrunde aus. Im Jahr darauf nahm sie an den Halleneuropameisterschaften in Belgrad teil und schied dort ebenfalls in der Qualifikation aus. Bei den U23-Europameisterschaften in Bydgoszcz gewann sie mit 1,86 m die Bronzemedaille hinter den Ukrainerinnen Julija Lewtschenko und Iryna Heraschtschenko. Zudem qualifizierte sie sich erstmals für die Weltmeisterschaften in London, bei denen sie mit 1,80 m in der Qualifikation ausschied. 2018 siegte sie mit 1,86 m bei den U23-Mittelmeer-Meisterschaften in Jesolo und 2022 gelangte sie bei den Mittelmeerspielen in Oran mit 1,84 m auf Rang acht.
2017 wurde Furlani italienische Meisterin im Hochsprung.

## Persönliche Bestleistungen
- Hochsprung: 1,94 m, 11. Juli 2020 in Rieti
  - Hochsprung (Halle): 1,90 m, 4. Februar 2017 in Ancona